# مکس وینیوکسا
مکس وینیوکسا (فنلاندی: Max Viinioksa; ۲۷ اکتبر ۱۹۰۵ – ۱ فوریهٔ ۱۹۷۷) بازیکن فوتبال اهل فنلاند بود.
از باشگاه‌هایی که در آن بازی کرده‌است می‌توان به باشگاه فوتبال هلسینکی و باشگاه فوتبال هلسینگین پالوسئورا اشاره کرد.
وی همچنین در تیم ملی فوتبال فنلاند بازی کرده‌است.